# Василий Старший
Святой Василий Старший (греч . Βασιλείος ό Γέρος), отец святого Василия Великого, вырос в Неокесарии (современная Турция) на Понте. День его памяти 30 мая.

## Биография
Василий, сын Макрины Старшей, переселился со своей семьей на берега Черного моря во время гонений на христиан при императоре Галерии. Он занимался юриспруденцией и риторикой и был известен своей добродетелью. Он женился на женщине из богатой семье, Эммелии, и поселился в Кесарии. Там он и его жена с помощью матери создали семью, которая оказала большое влияние на историю христианства. Из их девяти детей (другие источники утверждают о десяти детях) пятеро известны по именам и считаются святыми: Василий Великий, Григорий Нисский, Пётр Севастийский, Навкратий и святая Макрина Младшая. После смерти Василия Старшего, семейное имущество было преобразовано в монастырскую общину для девственниц.